# Sigmathyris
Sigmathyris is een geslacht van vlinders van de familie spanners (Geometridae), uit de onderfamilie Ennominae.

## Soorten
- S. optima Dognin, 1900
- S. scriptipennaria Walker, 1860